# Katarzyna Suchcicka
Katarzyna Suchcicka (ur. 1959, zm. 5 sierpnia 2017 w Warszawie) – polska dziennikarka, poetka, krytyczka literacka i autorka filmów dokumentalnych.

## Życiorys
Ukończyła filologię polską na Uniwersytecie Warszawskim. W 1986 została laureatką konkursu poetyckiego na debiut „Pokolenie, które wstępuje”, zaś w 1990 r., Narodowego Konkursu Poetyckiego USA organizowanego przez New Hampshire Poetry Society. Wydała 7 tomików poezji, z których niektóre ukazały się w tłumaczeniach na język angielski i szwedzki. Jej wiersze publikowane były również w antologiach poezji polskiej. Jako krytyczka literacka eseje i krytyki publikowała między innymi na łamach „Twórczości”, „Tygodnika Solidarność”, „Integracji”, Kultury Liberalnej"  oraz „Gazety Wyborczej”. Współpracowała z Programem II i III Polskiego Radia. Od 1990 zajmowała się dziennikarstwem telewizyjnym w latach 1990–1994, należąc do zespołu redakcyjnego magazynu kulturalnego „Pegaz”. W latach 1994–1999 zrealizowała ponad 40 autorskich programów studyjnych z serii „Skąd ta wrażliwość?” – rozmów z wybitnymi przedstawicielami świata artystycznego ilistrowonych ich twórczością – dla TVP1. Następnie w latach 2000–2005 mieszkała i pracowała w Szwecji, gdzie pisała dla tamtejszej prasy, a także współpracowała z Instytutem Polskim w Sztokholmie. Od roku 2005 współpracowała z TVP Kultura jako autorka i wydawca programów cyklicznych "Korzenie kultury" i "Niedziela z...".  Była również autorką kilkunastu filmów dokumentalnych i reportaży. Należała do Stowarzyszenia Pisarzy Polskich, Stowarzyszenia Filmowców Polskich, Stowarzyszenia Dziennikarzy Polskich i Związku Autorów i Kompozytorów ZAiKS. W 2015 r. wydawnictwo Edipresse Polska wydało wywiad-rzekę Katarzyny Suchcickiej z Wojciechem Malajkatem pt. „O gust walczę. Rozmowy o życiu i teatrze”. 

## Filmy dokumentalne i reportaże
- Światowy Kongres Scenarzystów. Pracować razem (scenariusz, reżyseria, realizacja). Reportaż. TVP Kultura 2014
- Kolega inteligent (scenariusz, reżyseria, realizacja). Film dokumentalny o Jacku Fedorowiczu, TVP Kultura, 2011 (45  min.)
- Anioł z piekła rodem, (scenariusz, reżyseria, realizacja). Film dokumentalny o Krzysztofie Globiszu, aktorze Starego Teatru w Krakowie, Narodowy Instytut Audiowizualny, TVP Kultura, 2010 (52  min.)
- Tu, popatrz, blizna, (scenariusz, reżyseria, realizacja). Ffilm dokumentalny o Wiesławie Gołasie, Narodowy Instytut Audiowizualny, TVP Kultura, 2010 (26 min.)
- Lobbystka, (scenariusz, reżyseria,  realizacja). Film dokumentalny o socjolożce Marii Borowskiej, która na emigracji w Szwecji skutecznie działała na rzecz poparcia polskiej opozycji demokratycznej w kraju, TVP Polonia, 2005 (29 min.)
- Druga strona świata, (scenariusz, reżyseria, realizacja. Film dokumentalny o Agnecie Pleijel, wybitnej pisarce szwedzkiej i jej relacjach z Polską, TVP Polonia, 2003 (40 min.)
- Nowa Fala - o Pokoleniu’68, (reżyseria i realizacja, scenariusz prof. Włodzimierz Bolecki). Film dokumentalny o przełomowym pokoleniu poetów roku 1968, TVP 1, 1999 (40 min.)
- Kościelscy i ich Nagroda, (scenariusz, reżyseria, realizacja). Film dokumentalny o nagrodzie literackiej  im. Kościelskich, TVP 1, 1998 (50 min.)
- Niektórzy lubią poezję (scenariusz, reżyseria, realizacja). Film dokumentalny o Wisławie Szymborskiej, TVP 1, 1996 (30 min.)
- Poloniści (scenariusz i realizacja). Reportaż  z III Zjazdu Polonistów, TVP I, 1995 (25 min.)
- Pytania do Stwórcy (scenariusz, reżyseria, realizacja). Film dokumentalny o Gustawie Herlingu-Grudzińskim, TVP 1,1994 (25 min)
- Zmysły poety (scenariusz, reżyseria, realizacja). Film dokumentalny o poecie, tłumaczu i eseiście, Zbigniewie Bieńkowskim, TVP 1, 1993 (30 min.)

## Tomy poezji
- Dzikie krzyształy myśli, tom polsko-szwedzki, Podkarpacki Instytut Książki i Marketingu, 2010
- Haust powietrza, Wydawnictwo Łośgraf, 2009
- Dzikie kryształy, Wydawnictwo Nowy Świat, 2004
- Wiersze wybrane nakładem Instytutu Polskiego w Sztokholmie, 2002
- Niebieska pończocha, Wydawnictwo Literackie, 1993
- Sycenie, Ośrodek Teatru Otwartego "Kalambur", 1988
- Nie powstrzymana mięśniem, szybuję, MAW 1986 (nagroda za debiut)